# Wacław Palessa
Wacław Palessa (ur. 15 września 1902 w Warszawie, zm. 1976 tamże) – polski malarz i grafik.

## Życiorys
Po ukończeniu Miejskiej Szkoły Sztuk Zdobniczych i Malarstwa w Warszawie studiował w stołecznej Akademii Sztuk Pięknych. Należał do grupy artystycznej „Szkoła Warszawska”, utworzonej przez uczniów prof. Tadeusza Pruszkowskiego. Dyplom uzyskał w 1939. Podczas studiów Ministerstwo Kultury przyznało mu roczne stypendium krajowe, a później zagraniczne (wybuch II wojny światowej uniemożliwił mu wyjazd). Równocześnie kształcił się na Wydziale Pedagogicznym Uniwersytetu Warszawskiego. Naukę zakończył otrzymaniem dyplomu w 1945.
Działalność twórczą rozpoczął w 1924. Od 1925 wystawiał prace w Towarzystwie Zachęty Sztuk Pięknych, Instytucie Propagandy Sztuki oraz wielu miastach Polski i za granicą: Francji, Szwajcarii i Stanach Zjednoczonych. W 1930 wspólnie z Włodzimierzem Bartoszewiczem – kolegą ze „Szkoły” – namalował w zamojskim Kościele św. Katarzyny obraz w prezbiterium, za który obaj artyści otrzymali 1200 zł.
W 1937 zwiedzał Włochy i Francję. Podczas powstania warszawskiego spłonął prawie cały jego dotychczasowy dorobek artystyczny – kilkadziesiąt obrazów i kilkaset szkiców. Niemal natychmiast po zakończeniu okupacji niemieckiej części ziem polskich, bo 10 lutego 1945 wstąpił do Związku Polskich Artystów Plastyków.
W Polsce Ludowej stał się czołowym przedstawicielem socrealizmu w malarstwie. W 1950 otrzymał wyróżnienie za obraz pt. Fabryka Samochodów Osobowych na Żeraniu, który przedstawił na wystawie „Plastycy w walce o pokój” zorganizowanej w Zachęcie. Biuro Wydawnictw Artystycznych i Ludowych CPLiA wydało w 1952 reprodukcję malowidła na barwnych planszach i kartkach pocztowych. Brał udział w licznych konkursach krajowych, wystawach ogólnopolskich, okręgowych, objazdowych, problemowych i zagranicznych – w krajach bloku wschodniego – Chinach (Pekin, Szanghaj), ZSRR (Moskwa, Lenigrad, Odessa, Kijów, Lwów, Wilno), NRD (Berlin) i na Węgrzech (Budapeszt). Był również nauczycielem rysunku w Liceum im. gen. Sowińskiego w Warszawie.
Jego prace znajdują się w zbiorach m.in. Muzeum Warszawy i Muzeum Narodowego w Szczecinie.

## Wybrana twórczość

### Malarstwo
- Kobieta z saksofonem, lata 30. XX w.
- Próba, lata 30. XX w.
- Akt z gramofonem, 1931
- Dom Chopina lub Dworek Chopina w Żelazowej Woli
- Las w zimie
- Pałac Na Wodzie
- Portret kobiety z kwiatami we włosach
- Wilanów
- Nad Liwcem
- Pejzaż
- Pejzaż II
- Zdjęcia, 1932
- Kutry rybackie, 1936
- Chartres, 1936
- Wilno – hale targowe, 1938
- W kawiarni ogrodowej, 1939
- List
- Dom
- Krakowskie Przedmieście
- Powstanie warszawskie
- Pejzaż z domkiem, 1946
- Odbudowa Starego Miasta, 1950
- Fabryka Samochodów Osobowych na Żeraniu, 1950[5]
- Plac Zamkowy w Warszawie
- Nike Warszawska
- W XXX-lecie PRL – Naród swojej stolicy – Zamek Królewski, 1974

## Odznaczenia
- Srebrny Krzyż Zasługi, 1955[6]
- Medal 10-lecia Polski Ludowej, 1955[7]